# Attigny (Ardennes)
Pour les articles homonymes, voir Attigny.
Attigny est une commune française située dans le département des Ardennes, en région Grand Est.
Ce bourg a eu une certaine importance au Haut Moyen Âge, comme lieu de résidence de rois mérovingiens puis de rois et empereurs carolingiens ainsi que lieu de conciles.

## Géographie

### Localisation
La commune est située entre Rethel et Vouziers, dans une région naturelle appelée le Vallage ardennais.

### Hydrographie
La commune est dans la région hydrographique « la Seine du confluent de l'Oise (inclus) à l'embouchure » au sein du bassin Seine-Normandie. Elle est drainée par le canal des Ardennes  (versant Aisne), l'Aisne, le ruisseau de Saint-Lambert, le cours d'eau 01 des Gaises, le cours d'eau 02 de la commune d'Attigny et le cours d'eau 01 de la commune d'Attigny,.
Le canal des Ardennes (versant Aisne), d'une longueur de 57 km, est un chenal et un cours d'eau naturel navigable qui a son origine dans la commune de Dom-le-Mesnil et se jette  dans le canal latéral à l'Aisne à Vieux-lès-Asfeld, après avoir traversé 24 communes. Il traverse la commune dans sa partie centrale d'est en ouestsur une longueur d'environ 4,9 km.
L'Aisne est un  cours d'eau naturel navigable de 256 km de longueur, traversant les cinq départements Meuse, Marne, Ardennes, Aisne, Oise. Elle est un affluent de rive gauche de l'Oise, ce qui fait d'elle un sous-affluent de la Seine. Elle traverse la commune dans sa partie centrale d'est en ouestsur une longueur d'environ 5,7 km.
Le ruisseau de Saint-Lambert, d'une longueur de 21 km, prend sa source dans la commune de Baâlon et se jette  dans l'Aisne sur la commune, après avoir traversé neuf communes.

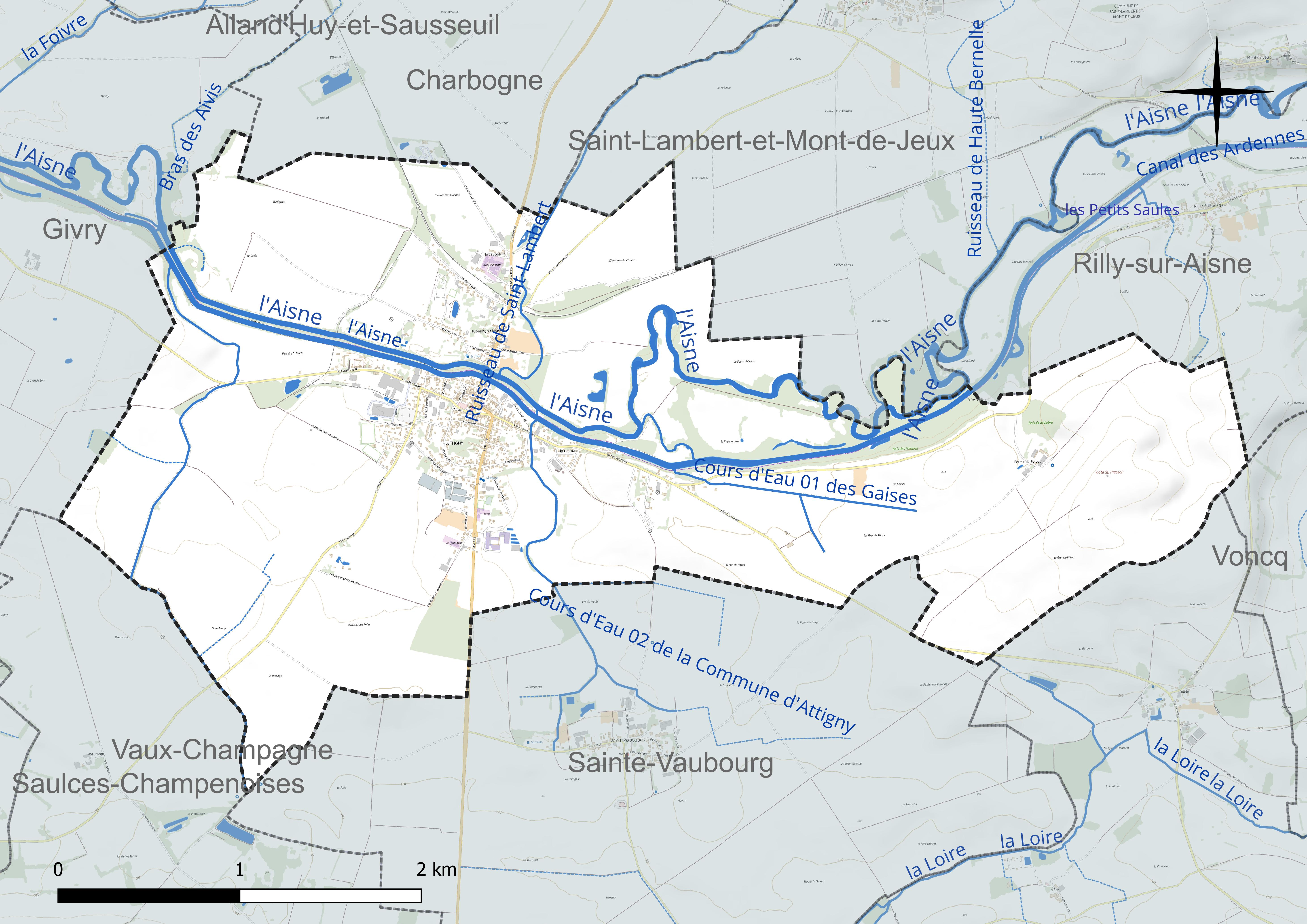
Réseaux hydrographique d'Attigny.

Un plan d'eau complète le réseau hydrographique : le plan d'eau 1 de la commune d'Attigny (0 ha),.

### Climat
Pour des articles plus généraux, voir Climat du Grand Est et Climat des Ardennes.
En 2010, le climat de la commune est de type climat océanique dégradé des plaines du Centre et du Nord, selon une étude du Centre national de la recherche scientifique s'appuyant sur une série de données couvrant la période 1971-2000. En 2020, Météo-France publie une typologie des climats de la France métropolitaine dans laquelle la commune est exposée à un climat océanique altéré et est dans la région climatique Nord-est du bassin Parisien, caractérisée par un ensoleillement médiocre, une pluviométrie moyenne régulièrement répartie au cours de l’année et un hiver froid (3 °C).
Pour la période 1971-2000, la température annuelle moyenne est de 10,3 °C, avec une amplitude thermique annuelle de 15,6 °C. Le cumul annuel moyen de précipitations est de 742 mm, avec 11,9 jours de précipitations en janvier et 8,7 jours en juillet. Pour la période 1991-2020, la température moyenne annuelle observée sur la station météorologique de Météo-France la plus proche, « Saulces-Champenoises », sur la commune de Saulces-Champenoises à 6 km à vol d'oiseau, est de 11,0 °C et le cumul annuel moyen de précipitations est de 691,6 mm. 
La température maximale relevée sur cette station est de 41,1 °C, atteinte le 25 juillet 2019 ; la température minimale est de −13,9 °C, atteinte le 7 février 2012,,.
Les paramètres climatiques de la commune ont été estimés pour le milieu du siècle (2041-2070) selon différents scénarios d'émission de gaz à effet de serre à partir des nouvelles projections climatiques de référence DRIAS-2020. Ils sont consultables sur un site dédié publié par Météo-France en novembre 2022.

## Urbanisme

### Typologie
Au 1er janvier 2024, Attigny est catégorisée bourg rural, selon la nouvelle grille communale de densité à 7 niveaux définie par l'Insee en 2022.
Elle est située hors unité urbaine et hors attraction des villes,.

### Occupation des sols
L'occupation des sols de la commune, telle qu'elle ressort de la base de données européenne d’occupation biophysique des sols Corine Land Cover (CLC), est marquée par l'importance des territoires agricoles (87,1 % en 2018), en augmentation par rapport à 1990 (84,2 %). La répartition détaillée en 2018 est la suivante : 
terres arables (74,6 %), prairies (12,5 %), zones urbanisées (10,3 %), forêts (2,7 %). L'évolution de l’occupation des sols de la commune et de ses infrastructures peut être observée sur les différentes représentations cartographiques du territoire : la carte de Cassini (XVIIIe siècle), la carte d'état-major (1820-1866) et les cartes ou photos aériennes de l'IGN pour la période actuelle (1950 à aujourd'hui).

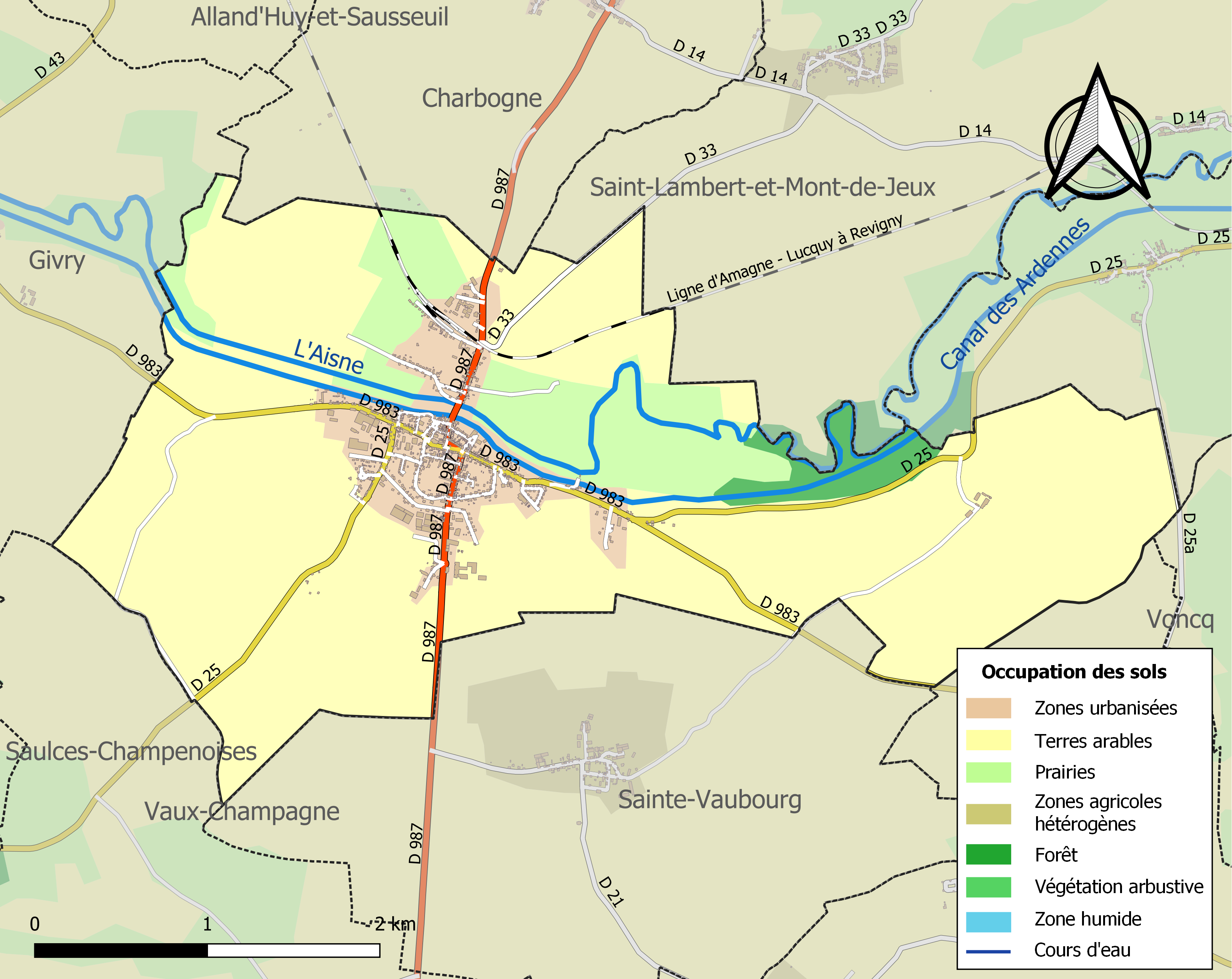
Carte des infrastructures et de l'occupation des sols de la commune en 2018 (CLC).

### Habitat et logement
En 2019, le nombre total de logements dans la commune était de 607, alors qu'il était de 608 en 2014 et de 578 en 2009.
Parmi ces logements, 84,9 % étaient des résidences principales, 2,1 % des résidences secondaires et 13 % des logements vacants. Ces logements étaient pour 85,2 % d'entre eux des maisons individuelles et pour 13 % des appartements.
Le tableau ci-dessous présente la typologie des logements à Attigny en 2019 en comparaison avec celle des Ardennes et de la France entière. Une caractéristique marquante du parc de logements est ainsi une proportion de résidences secondaires et logements occasionnels (2,1 %) inférieure à celle du département (3,5 %) mais supérieure à celle de la France entière (9,7 %). Concernant le statut d'occupation de ces logements, 62,7 % des habitants de la commune sont propriétaires de leur logement (63,4 % en 2014), contre 60,5 % pour les Ardennes et 57,5 pour la France entière.
| Typologie                                               | Attigny | Ardennes | France entière |
| ------------------------------------------------------- | ------- | -------- | -------------- |
| Résidences principales (en %)                           | 84,9    | 84,8     | 82,1           |
| Résidences secondaires et logements occasionnels (en %) | 2,1     | 3,5      | 9,7            |
| Logements vacants (en %)                                | 13      | 11,7     | 8,2            |

### Voies de communication et transports
La ville est traversée par les anciennes routes nationale RN 387, du nord au sud, la RN 383(actuelles RD 987 et 983) d'ouest à l'est, ainsi que par  la RD 25 du nord-est au sud-ouest.
L'ancienne  Route nationale 387 permet de relier Charleville-Mézières à Châlons-en-Champagne, et à plus grande échelle, la Belgique au sud de la France.
L'ancienne Route nationale 383 relie Rethel à Vouziers par la vallée de l'Aisne.
Enfin, la RD 25 relie Le Chesne à Juniville.

## Toponymie
Le nom de cette localité est d'origine gallo-romaine et correspond au nom d'une personne, Attinius, ce qui a donné Attiniacum, pour Ernest Nègre comme pour Octave Guelliot,. On retrouve le nom de Attiniacum ou Attiniacus dans les actes, relativement nombreux, de la fin de la période mérovingienne et dans la période carolingienne.
La forme française connaît ensuite quelques variantes : Attigni, du XIe au XIVe siècle, Atigni en 1324, Atigny en 1428, Ateingny en 1253, Actigny en 1450, mais aussi Attegni-sur-Esne dans les chroniques de Jean Froissart.

## Histoire

### Moyen Âge
Au haut Moyen Âge, Attigny a une certaine importance. Chilpéric II, un des derniers rois mérovingiens, y meurt en 721. Le bourg devient par la suite le lieu d'une résidence royale, puis impériale, carolingienne. Pépin le Bref y préside, comme maire du palais, une cour plénière en août 750, y revient en 751 puis y réside à plusieurs reprises après son couronnement. Son fils, Carloman Ier y réside également à quelques reprises et y signe plusieurs actes  en mars 769. La présence de Charlemagne y est citée à cinq reprises, essentiellement lors de fêtes de Noël ou de Pâques.

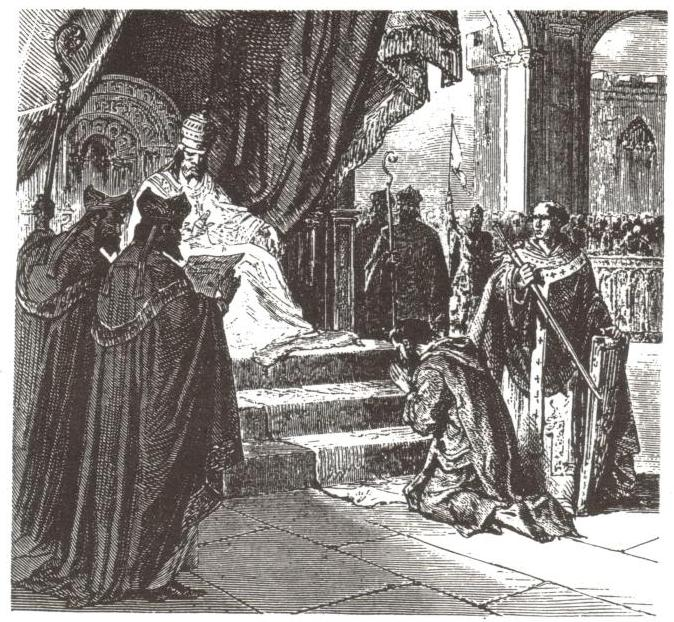
Louis le Débonnaire et la pénitence d’Attigny, illustration d'un ouvrage d'Henri Martin, L'Histoire de France populaire, publié en 1875.

Cela confère une importance au bourg qui est également choisi comme lieu de plusieurs conciles. Le premier concile d'Attigny est en 765. Il est convoqué par Pépin le Bref : une assemblée générale de la nation franque est en effet prolongée d'un concile synodal. D'autres conciles suivent, en 822, 834 et 870. Dans celui de 822, l'empereur d'Occident Louis le Débonnaire y fait pénitence publique, un acte dit pénitence d’Attigny.
Charles II le Chauve est le souverain qui effectue le plus de séjours à Attigny, en mai 841, en juillet 843, en avril et juin 854, en juin 855, en juin 859, en avril, juin et décembre 860, en avril 864, et pendant le carême 865 puis, à nouveau, en juillet et août de la même année.
Le duc saxon Wittekind, ennemi principal de Charlemagne pendant ses guerres contre les Saxons (772-805), y reçoit le baptême en 786 par Charlemagne.
En 880, la bataille d'Attigny oppose une coalition carolingienne à une armée de Boson, roi auto-proclamé de Provence.
Charles le Simple en 916 fait transporter à Attigny des reliques de sainte Walburge et y fonde une chapelle desservie par douze chanoines et son intention est que cette chapelle soit soumise à l'abbaye Saint-Corneille de Compiègne.
Les Carolingiens abandonnent la résidence avant 931, et le palais disparaît après le Xe siècle. Attigny était aussi un domaine royal et  le resta lorsqu'il cesse d'être une résidence royale des Carolingiens. Il englobe au début du Xe siècle au moins trois mille cinq cents hectares. Les donations de terre faites à l'Église restent limitées. Le domaine passe ainsi à peu près intact dans le maigre domaine royal capétien et constitue la dot de la fille de Philippe Ier, Constance de France, lors de son mariage avec le comte de Champagne, Hugues Ier, vers 1093. Il est démembré par ce prince, en particulier au profit de l'église de Reims, et est à l'origine des seigneuries ecclésiastiques d'Attigny et de Sainte-Vaubourg.
De ces séjours royaux et impériaux subsistent essentiellement des monnaies frappées à Attigny.
Une maladrerie est citée au XIVe siècle, au lieu-dit les Maziaux, au nord du bourg.

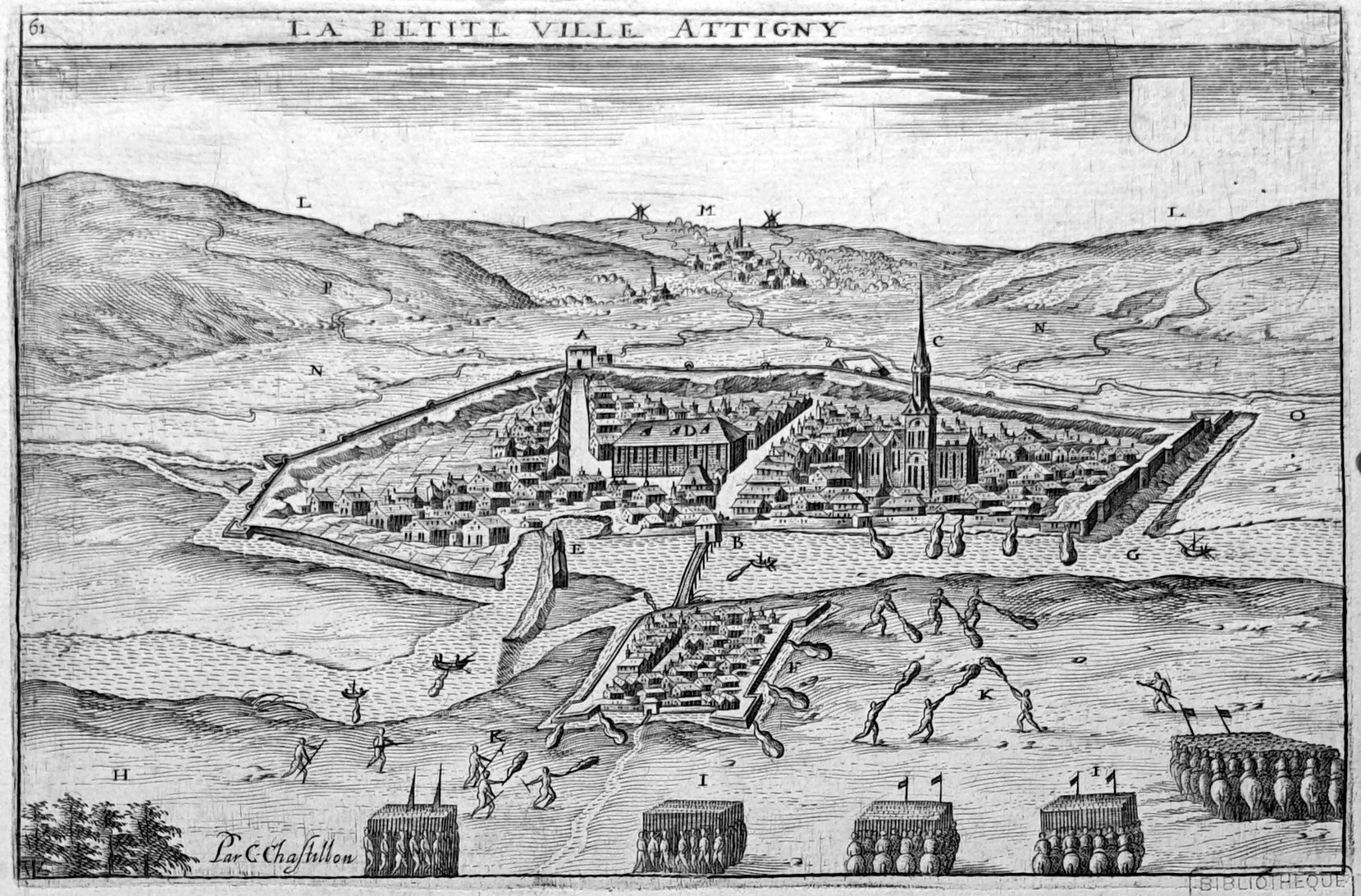
Relevée par Claude Chastillon fin XVIe siècle.
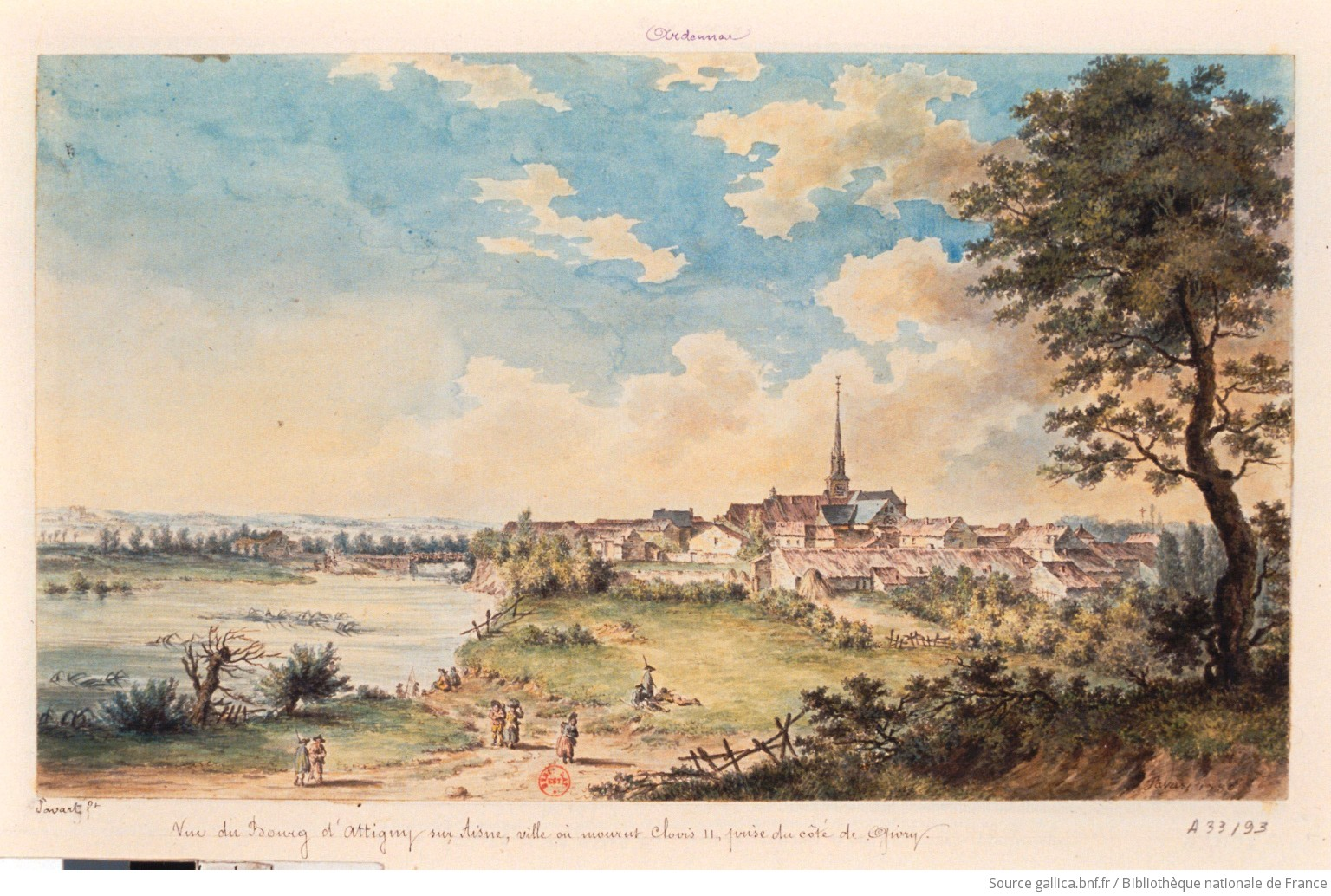
Vue depuis Givry, dessin de Pierre Savart, 1780.

### Temps modernes
Des tanneries ont existé à Attigny au XVIIIe siècle.

### Époque contemporaine
Une filature de laine est citée à Attigny au XIXe siècle.

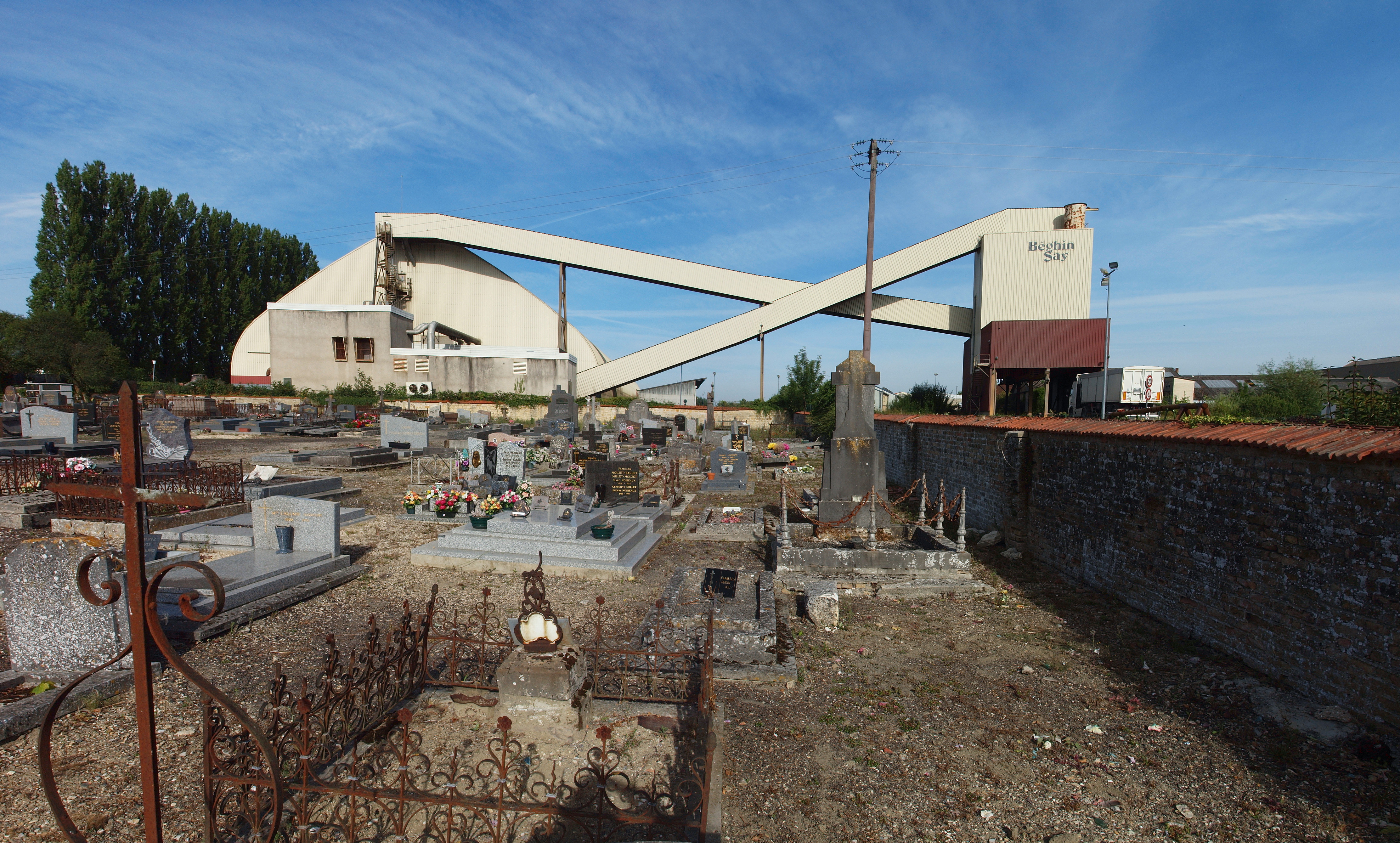
La raffinerie, vue du cimetière

Attigny a été le siège d'une sucrerie située à proximité du canal des Ardennes, et desservie également par voie ferrée. Elle a été créée en 1864 par Eugène Frère, ingénieur de l'École centrale des arts et manufacture, qui fonde la  Société Frère et Cie. À sa mort en 1877, cette sucrerie est dirigée par Ferdinand Lepointe, qui développe et modernise l'activité. À la fin de la Première Guerre mondiale, cette sucrerie est vidée de ses matériels et endommagée. L'activité reprend en 1923. Une distillerie lui est associée en 1934 pour la production d'éthanol par fermentation alcoolique. L'établissement est à nouveau endommagé au début de la Seconde Guerre mondiale, en 1940. L'activité redémarre à nouveau ensuite, avec une mécanisation accrue. La cheminée, datant du XIXe siècle, est abattue en 1962. La société Say, la société détenue par les héritiers de Louis Say, devient actionnaire majoritaire en 1966. Puis la sucrerie devient un site Béghin-Say en 1970. Les bureaux datent de cette époque. L'activité de sucrerie s'arrête en 1996, avec un plan social qui se traduit par une réaction vive des salariés concernés, avec ponctuellement la séquestration de quelques cadres de l'entreprise. Les locaux sont occupés depuis 1998 par la société Guerletub, spécialiste des échafaudages,.
L'hôtel de ville est bâti en partie grâce à un don de Jules-Rémy Baudon qui meurt à Attigny  le 9 octobre 1874.
Au nord du bourg, de l'autre côté de l'Aisne, un quartier s'appelle le Faubourg du Moulin. Un moulin a existé sur le ruisseau de Saint-Lambert, utilisé pour une minoterie. La minoterie appartenait aux Morel, une famille protestante, apparenté aux Demolon (famille de meuniers des Ardennes). Le moulin a été détruit le 20 octobre 1918.
Deux brasseries ont été également détruites durant la Première Guerre mondiale, et non reconstruites.
Une briqueterie a existé, créée par Léon Papy dans les années 1860, utilisant la qualité locale de l'argile. Elle était située le long du canal des Ardennes, à La Donchère. Elle est rasée lors de la Première Guerre mondiale, mais rouvre en 1922, sous l'égide de la société Dautel Frères et Fontaine. Les briques étaient estampillées D.F. et utilisées sur le marché local mais aussi pour les besoins de la région parisienne. La société devient Fontaine et Jeanlin en 1927 (les briques sont dès lors estampillées F.J.). La production journalière est de plus de 20 000 briques, et emploie une vingtaine de salariés dans l'entre-deux-guerres. Une cheminée de 40 mètres de haut domine l'installation. Endommagé au début de la Seconde Guerre mondiale, le site rouvre après le conflit. L'entreprise est rachetée en 1964 et devient la société Boizard et compagnie. Le site s'arrête définitivement vers 1969-1970.
En 1873 est mise en service la gare d'Attigny sur la ligne d'Amagne - Lucquy à Revigny, une ligne concédée à la compagnie des chemins de fer de l'Est, dont le service voyageur cesse en 1969.
À la fin du XIXème siècle, Jean Nicolas Frédéric Rimbaud, frère ainé du poète, est conducteur d'omnibus (voiturier) attaché à la gare d'Attigny.
En 1904 est créée la ligne Attigny - Bâalons des chemins de fer départementaux des Ardennes, une ligne de chemin de fer secondaire à voie étroite qui cesse son exploitation en 1933.
La ville est très endommagée par les deux guerres mondiales.
Du 14 mai au 10 juin 1940, lors de la bataille de France, le 18e régiment d'infanterie de Pau combat vaillamment à Attigny. Pendant 25 jours consécutifs, il repousse victorieusement les attaques d’un ennemi supérieur en nombre et en moyens. Il quitte sa position sur ordre, ses flancs étant menacés par l'avance allemande.
Ville détruite en 1914 et 1940, Attigny est titulaire de deux Croix de guerre. Un monument au 18e régiment d'infanterie est inauguré le 20 septembre 1947 près du pont du canal. Une plaque célébrant la réconciliation franco-allemande y est ultérieurement apposée par les amicales du 18e R.I. et du 20e Infanterie Regiment de Ratisbonne. Ce régiment faisait partie des forces allemandes assaillantes à Attigny.
La commune a été le site d'une industrie-agroalimentaire, une laiterie-fromagerie. Cette installation industrielle dépend tout d'abord de la société Maggi. Ce groupe s'est développé dans le domaine laitier en se proposant notamment de répondre à la demande parisienne par la collecte et la distribution d’un produit contrôlé et sûr, avec une vingtaine de laiteries dans la partie septentrionale de la France et un acheminement par camions ou par wagons isothermes, avec des bidons de lait avant que les bouteilles de lait ne s'imposent. En 1947/1948, Maggi appartient au groupe Alimentana qui fusionne avec Nestlé sous le nom de Nestlé-Alimentana. L'établissement d'Attigny est rattachée à la Société des Produits d'Alimentation Diététiques (la SOPAD), filiale du groupe Nestlé. La laiterie Sopad/Nestlé, qui collecte le lait sur une large zone, fabrique du beurre pasteurisé et du lait en poudre, et à certaines périodes également du fromage. Un conflit social important la traverse entre mai et août 1967, à la suite du licenciement de vingt-huit salariés qui avaient fait grève. Elle ferme définitivement ses portes en 1977, au profit de la laiterie de Challerange appartenant au même groupe,,.

## Politique et administration

### Rattachements administratifs et électoraux

#### Rattachements administratifs
La commune se trouve dans l'arrondissement de Vouziers du département des Ardennes.
Elle était depuis 1793 le chef-lieu du canton d'Attigny. Dans le cadre du redécoupage cantonal de 2014 en France, cette circonscription administrative territoriale a disparu, et le canton n'est plus qu'une circonscription électorale.

#### Rattachements électoraux
Pour les élections départementales, la commune est depuis 2014 le bureau centralisateur d'un nouveau  canton d'Attigny
Pour l'élection des députés, elle fait partie de la troisième circonscription des Ardennes.

### Intercommunalité
Attigny est membre de la communauté de communes des Crêtes Préardennaises, un établissement public de coopération intercommunale (EPCI) à fiscalité propre créé en 1995 et auquel la commune a transféré un certain nombre de ses compétences, dans les conditions déterminées par le code général des collectivités territoriales.

### Tendances politiques et résultats
Lors du premier tour des élections municipales de 2014 dans les Ardennes, la liste DVD menée par le maire sortant Noël Bourgeois obtient la majorité absolue des suffrages exprimés, avec 394 voix (73,50 %,	13 conseillers municipaux élus dont 3 communautaires), devançant très largement celle DVG menée par Georges De Kocker (142 voix, 26,49 %, 2 conseillers municipaux élusà.
Lors de ce scrutin, 30,43 % des électeurs se sont abstenus
Lors du premier tour des élections municipales de 2020 dans les Ardennes, la liste DVD  menée par Chantal Henriet obtient la majorité absolue des suffrages exprimés, avec 243 voix (60,59 %, 12 conseillers municipaux élus dont 3 communautaires), devançant très largement celle menée par Emmanuel Payer (158 voix, 39,40 %, 3 conseillers municipaux élus dont  communautaire).
Lors de ce scrutin marqué par la pandémie de Covid-19 en France, 48,17 % des électeurs se sont abstenus.

### Liste des maires
| Période                                  | Période                       | Identité                | Étiquette | Qualité |
| ---------------------------------------- | ----------------------------- | ----------------------- | --------- | --- |
| Les données manquantes sont à compléter. |                               |                         |           | |
|                                          |                               | M. Citerne              |           | |
|                                          |                               | M. Grosyeux-Flamanville |           | Notaire Conseiller général d'Attigny (1842 → 1855) |
| avant 1875                               | après 1876                    | Alfred Lesure           |           | Médecin, juge de Paix Conseiller général d'Attigny (1874 → 1885) |
|                                          |                               | Gartner                 |           | |
| Les données manquantes sont à compléter. |                               |                         |           | |
| 1989                                     | 2006                          | Michel Bazelaire        | UDF       | |
| mars 2006                                | novembre 2017                 | Noël Bourgeois,         | LR        | Dessinateur industriel chez ACMA Culot à Vouziers puis secrétaire de la mairie d'Attigny Conseiller général puis départemental d'Attigny (2001 → ) Président du conseil départemental des Ardennes (2017 → ) Démissionnaire à la suite de son élection comme président du conseil départemental. |
| novembre 2017                            | mai 2020                      | André Melin             | DVD       | Retraité |
| mai 2020                                 | En cours (au 2 décembre 2021) | Chantal Henriet         | DVD       | Retraitée |

## Équipements et services publics

### Enseignement
Une école publique maternelle et primaire existe, nommée école (ou pôle scolaire) André-Dhôtel. La commune compte également un collège, le collège Eva-Thomé.

## Population et société

### Démographie
L'évolution du nombre d'habitants est connue à travers les recensements de la population effectués dans la commune depuis 1793. Pour les communes de moins de 10 000 habitants, une enquête de recensement portant sur toute la population est réalisée tous les cinq ans, les populations de référence des années intermédiaires étant quant à elles estimées par interpolation ou extrapolation. Pour la commune, le premier recensement exhaustif entrant dans le cadre du nouveau dispositif a été réalisé en 2005.

En 2022, la commune comptait 1 106 habitants, en évolution de −2,81 % par rapport à 2016 (Ardennes : −2,97 %, France hors Mayotte : +2,11 %).
| 1793 | 1800  | 1806  | 1821  | 1831  | 1836  | 1841  | 1846  | 1851  |
| ---- | ----- | ----- | ----- | ----- | ----- | ----- | ----- | ----- |
| 921  | 1 007 | 1 046 | 1 006 | 1 162 | 1 258 | 1 365 | 1 415 | 1 416 |

| 1866  | 1872  | 1876  | 1881  | 1886  | 1891  | 1896  | 1901  | 1906  |
| ----- | ----- | ----- | ----- | ----- | ----- | ----- | ----- | ----- |
| 1 611 | 1 827 | 1 873 | 1 879 | 1 863 | 1 886 | 1 797 | 1 723 | 1 682 |

| 1911  | 1921 | 1926  | 1931  | 1936  | 1946  | 1954  | 1962  | 1968  |
| ----- | ---- | ----- | ----- | ----- | ----- | ----- | ----- | ----- |
| 1 721 | 995  | 1 436 | 1 453 | 1 450 | 1 210 | 1 425 | 1 525 | 1 536 |

| 1975  | 1982  | 1990  | 1999  | 2005  | 2006  | 2010  | 2015  | 2020  |
| ----- | ----- | ----- | ----- | ----- | ----- | ----- | ----- | ----- |
| 1 445 | 1 265 | 1 216 | 1 200 | 1 181 | 1 184 | 1 226 | 1 148 | 1 112 |

| 2022  | - | - | - | - | - | - | - | - |
| ----- | - | - | - | - | - | - | - | - |
| 1 106 | - | - | - | - | - | - | - | - |

## Économie
Une zone d'activité accueille notamment une chaudronnerie, Ardennes Métal Concept.

### Tourisme
Attigny bénéficie d'un tourisme florissant, dû à sa localisation dans le département des Ardennes, non loin de la Belgique et des Pays-Bas. De plus, c'est un point de passage entre la Belgique et le sud de la France, mais aussi entre la Seine et la Meuse, grâce au Canal des Ardennes.
En effet, le tourisme à Attigny est principalement fluvial. On y trouve une halte fluviale, et la Voie Verte Sud-Ardennes, qui longe le canal, ouverte depuis 2022. L'association Sud Ardennes Canoë propose aussi de faire du canoë sur l'Aisne au départ de la ville.
Attigny compte également un camping qui reprend le nom de la région naturelle que forme la vallée de l'Aisne ; le Vallage.
Enfin, l'ancienne Gare d'Attigny abrite le CFTSA (Chemin de Fer Touristique du Sud des Ardennes), qui fait circuler des rames historiques des années 1950 et 1970 sur la ligne d'Attigny à Amagne-Village en été. Au cours de l'année, l'association propose également des allers-retours sur le réseau ferré national, à destination des plages du Nord ou encore de l'Alsace.

## Culture locale et patrimoine

### Lieux et monuments
- Dôme de Charlemagne (construit en fait bien après la période carolingienne), classé monument historique en 1922[51]
- Église Notre-Dame d'Attigny, classée monument historique en 1910[52]
- Ancienne gare d'Attigny, actuel point d'accueil du Chemin de Fer Touristique du Sud des Ardennes

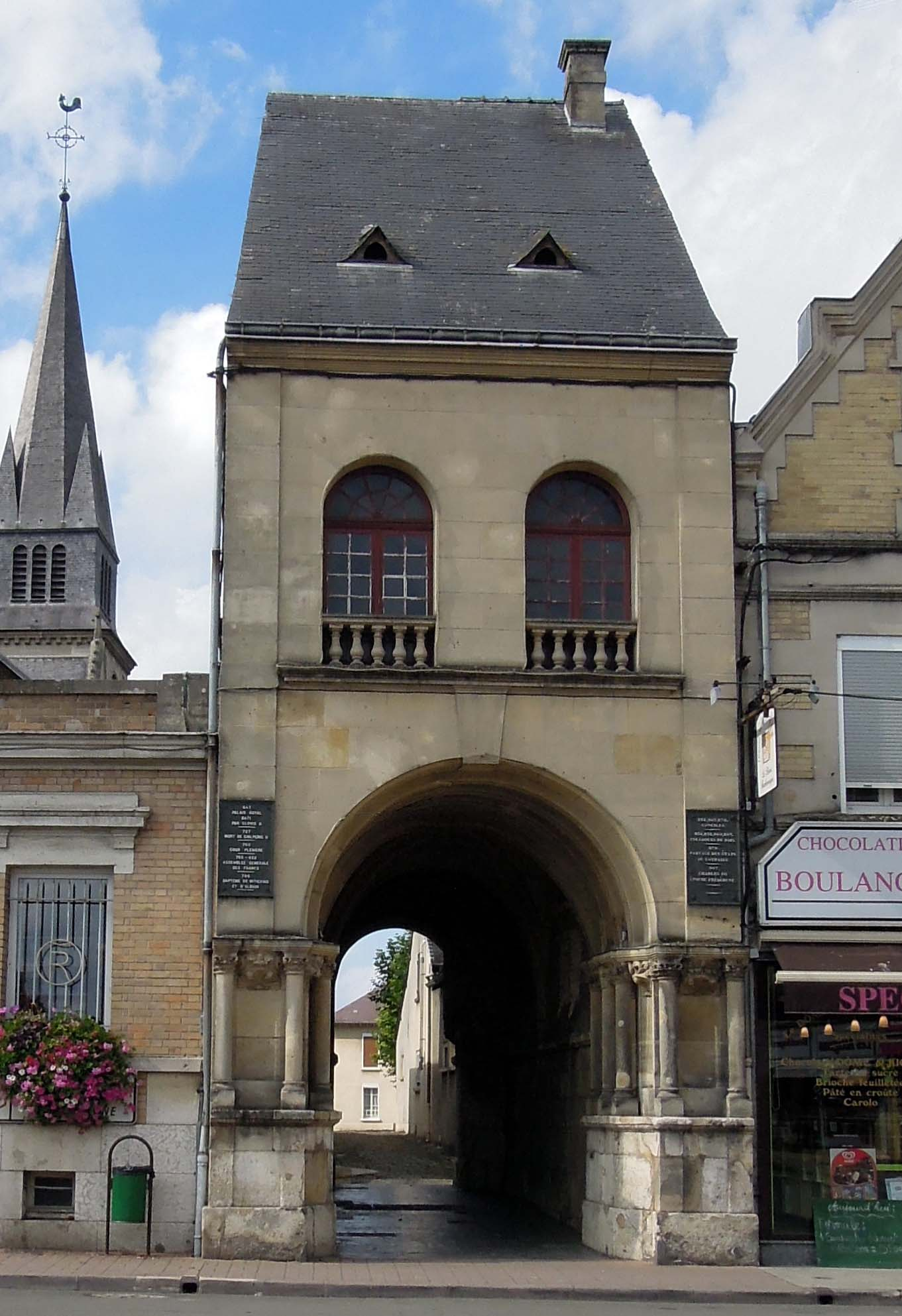
Dôme de Charlemagne.
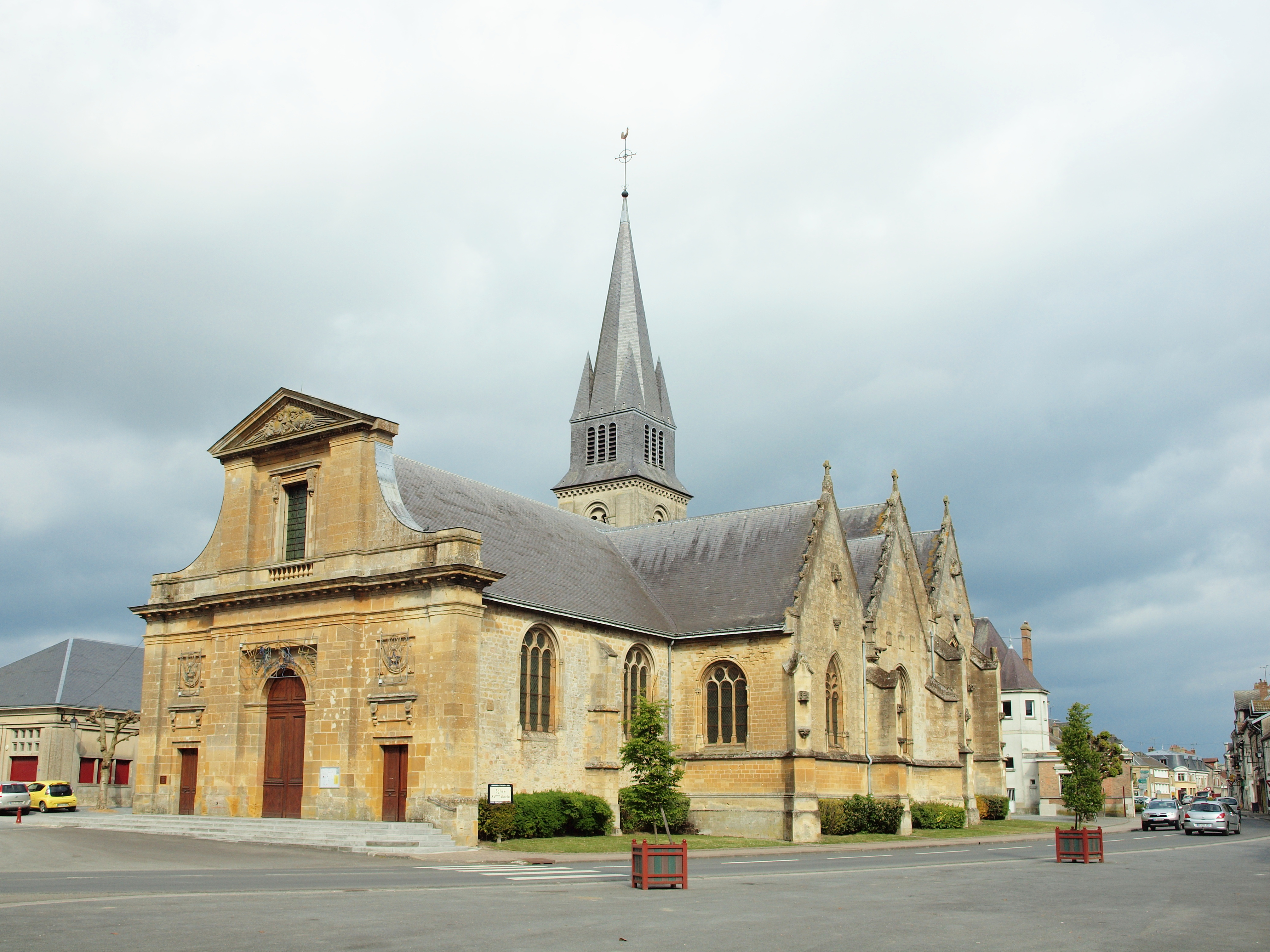
Église Notre-Dame d'Attigny.
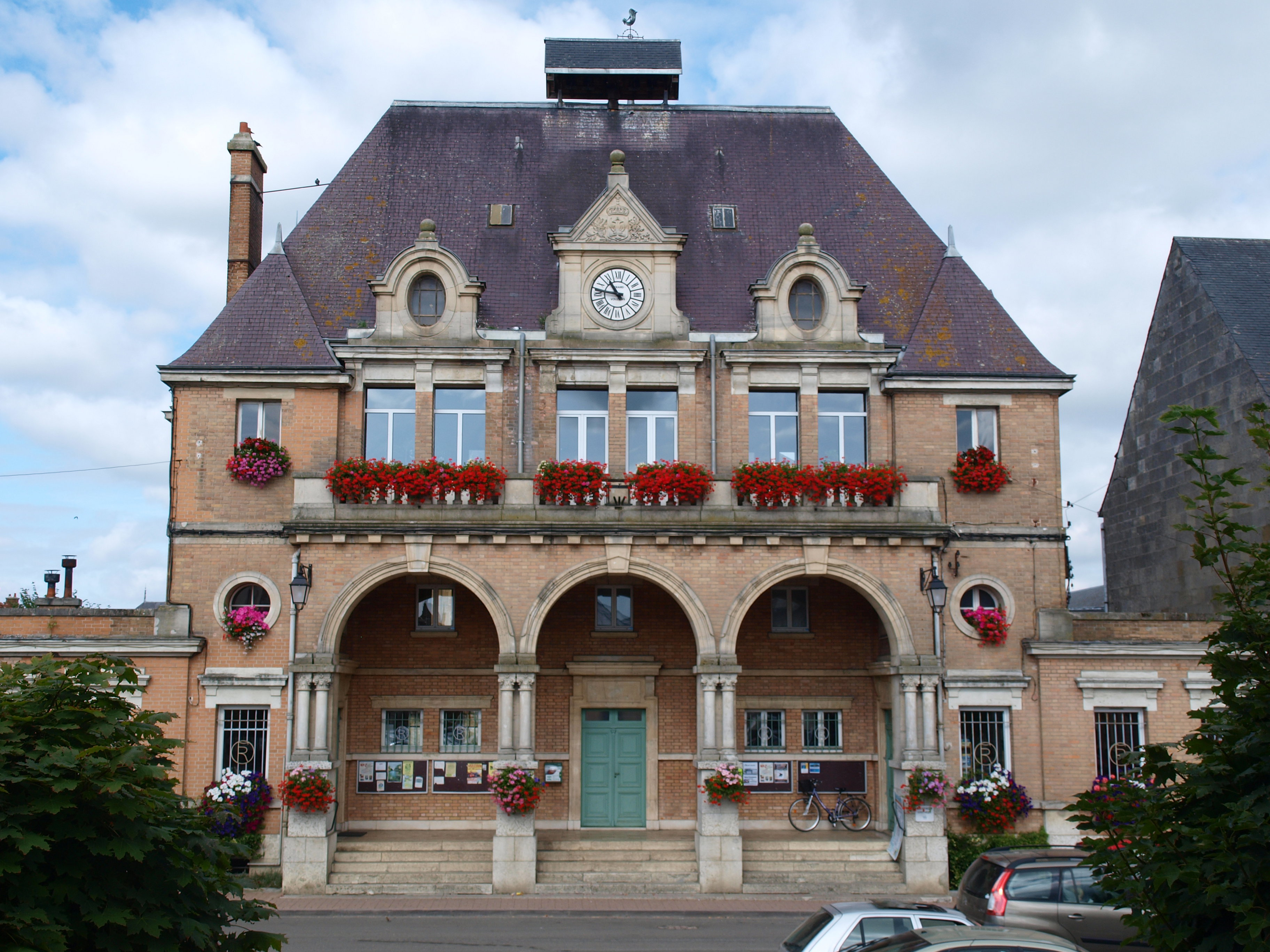
Mairie  d'Attigny.
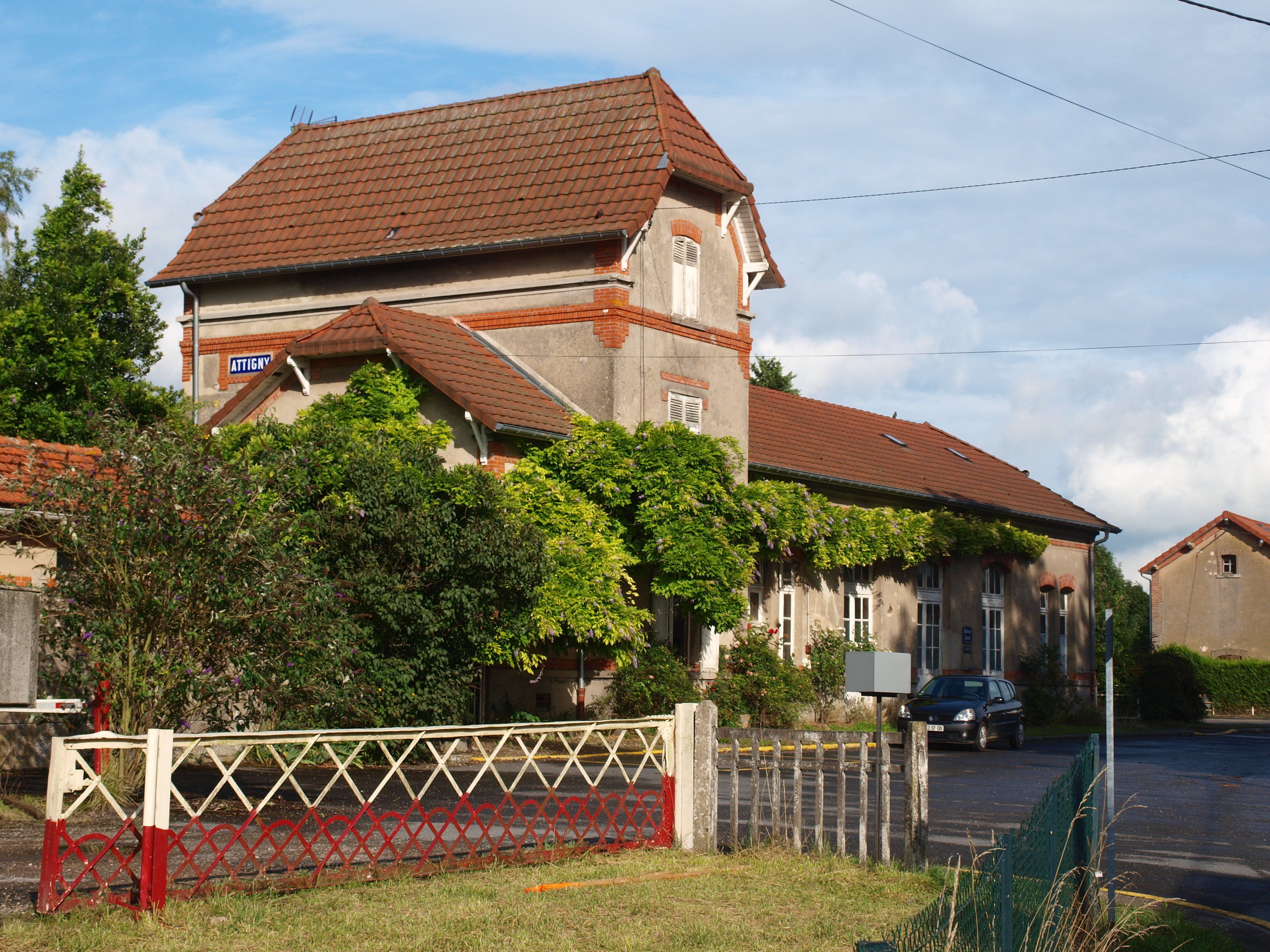
Ancienne gare d'Attigny.
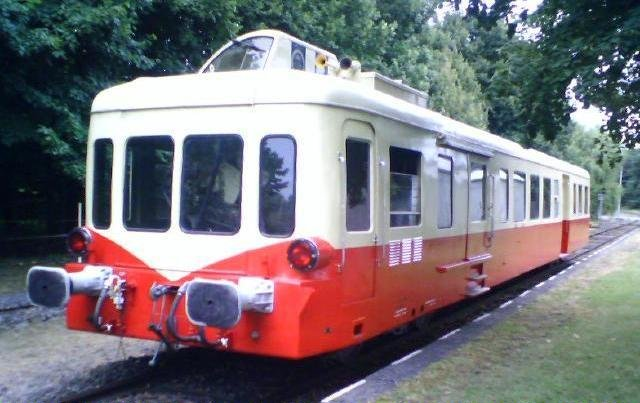
Autorail Picasso du CFTSA.
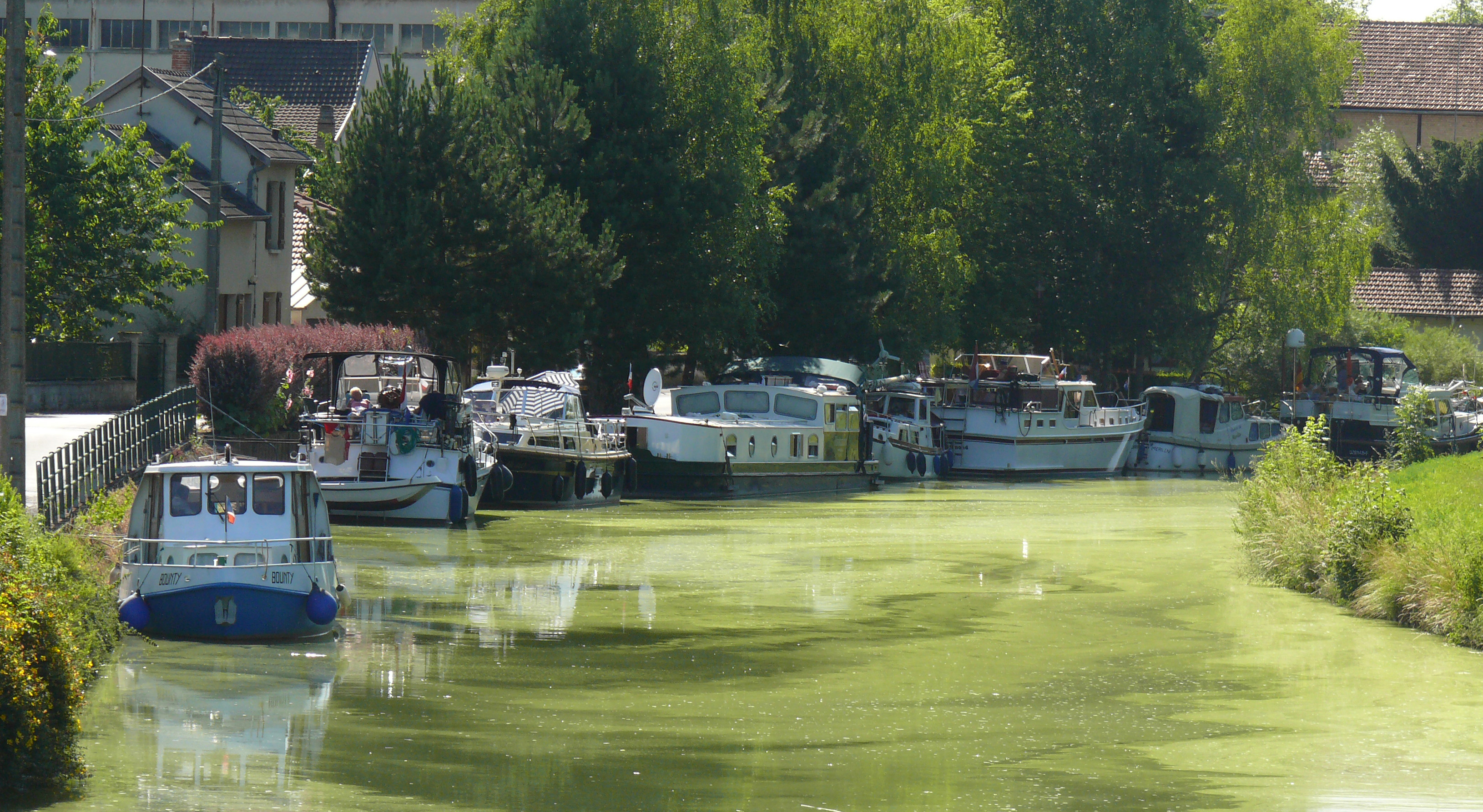
Halte fluviale d'Attigny du canal des Ardennes.
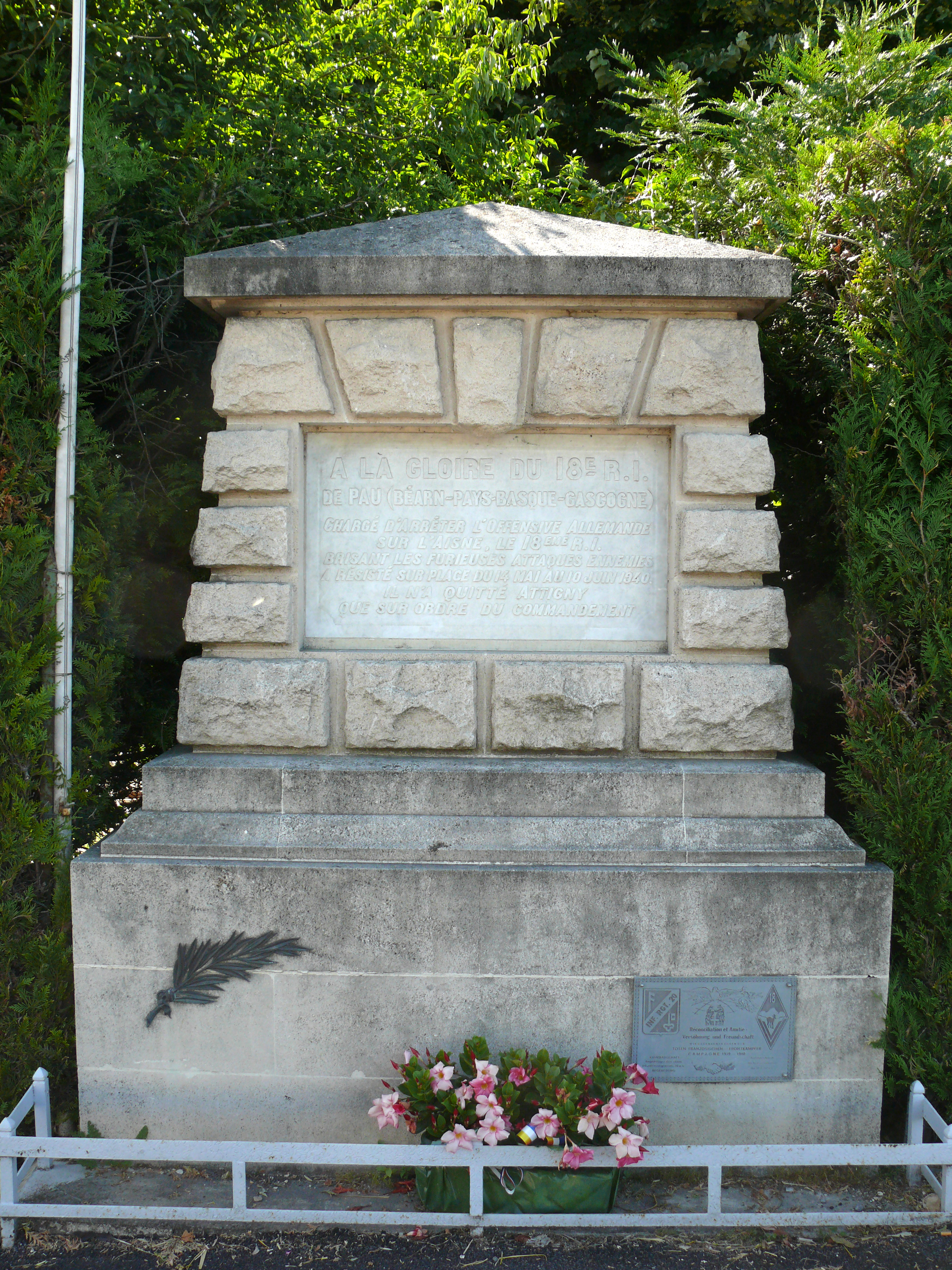
Monument au 18e R.I.
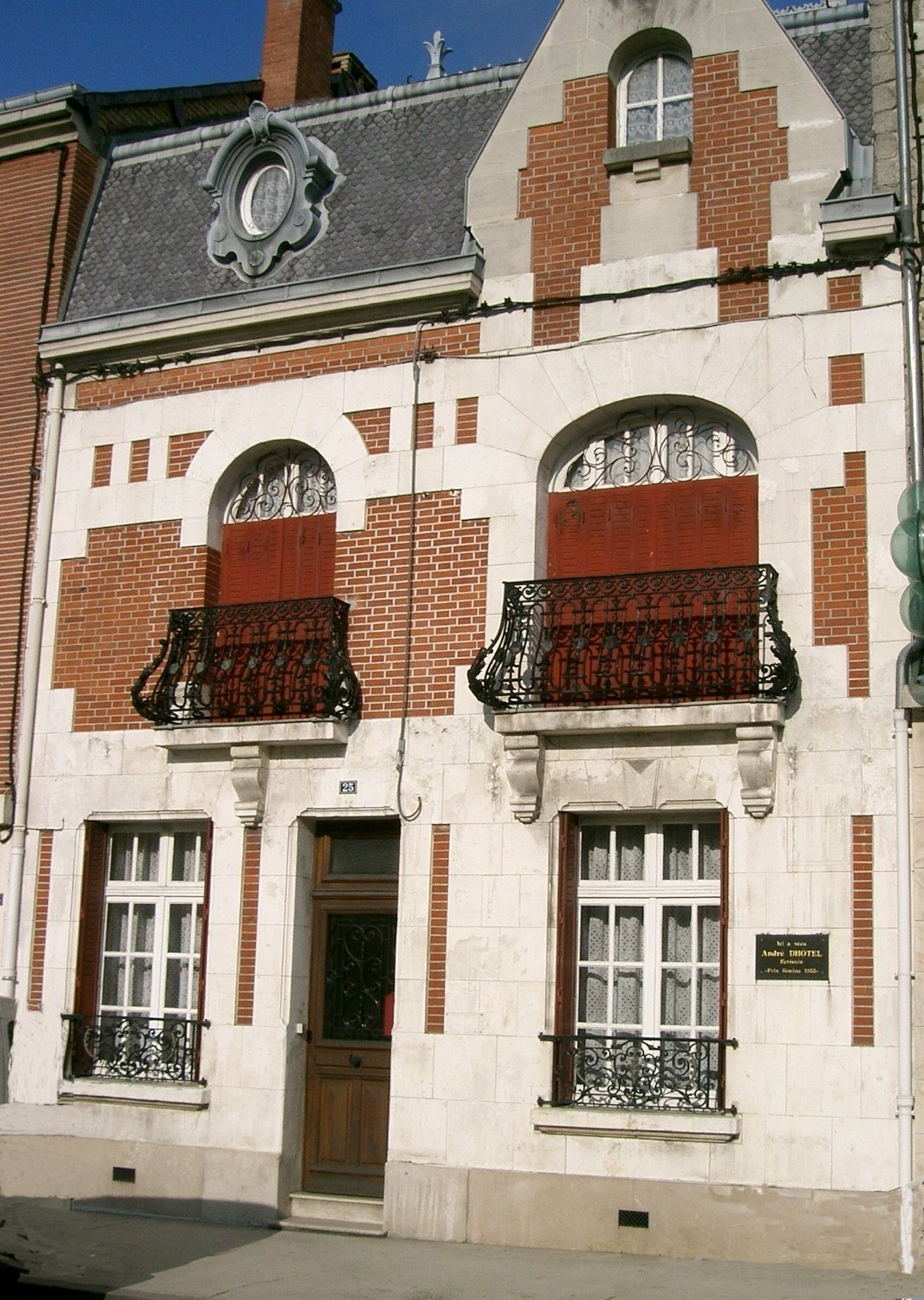
Maison natale d'André Dhôtel.

### Personnalités liées à la commune
- Charlemagne, qui y possède un de ses principaux palais.
- Chilpéric II, roi mérovingien mort à Attigny.
- Jules-Rémy Baudon (c.1839-1873), sculpteur.
- Nicolas Brizard (v.1520-1565), poète et enseignant, y est né.
- Jean-Baptiste Degaulle (1732-1810), ingénieur cartographe maritime, y est né.
- Alfred Lesure (1831-1885), docteur en médecine[53], médecin et maire d'Attigny, conseiller général du canton d'Attigny de 1874 à 1885[54], né et mort à Attigny.
- Charles Goutant (1847-1906), homme politique, président du conseil général des Ardennes, sénateur, a été conseiller général du canton d'Attigny de 1898 à 1904.
- Élias Gaucher (1854-1922), éditeur et imprimeur, y est né.
- Louis-Marie Doyen (né à Attigny le 2 juillet 1864, décédé à Meudon le 9 mai 1943), peintre, dont un des tableaux, L'achat des épouses en Assyrie, orne la salle des mariages de la mairie.
- Camille Renault (1866–1954), sculpteur, Satrape du Collège de 'Pataphysique, est mort à Attigny.
- André Dhôtel (1900-1991), écrivain, prix Fémina en 1955 pour Le Pays où l'on n'arrive jamais, est né à Attigny.
- Widukind, chef saxon polythéiste, d'abord ennemi des Carolingiens puis converti et baptisé dans l'église d'Attigny sous l'ordre de son parrain Charlemagne.

### Attigny dans les arts et la culture
Paul Verlaine a ainsi adressé à Ernest Raynaud, autre poète ardennais qui fut également commissaire de police à Paris, et qui a passé une partie de son enfance dans cette région, les vers suivants : 
Nous sommes tous les deux des moitiés d'Ardennais

Moi plus foncé que vous, dirais-je plus sauvage ?

Procédant des forêts quand vous de ce Vallage

Doux et frisqué qu'aussi bien que vous je connais

### Héraldique
| Blason de Attigny | Blason  | D’or à l’aigle bicéphale de sable, becquée, lampassée et membrée de gueules. Ornements extérieurs - Croix de guerre 1914-1918 : 4 septembre 1920 - Croix de guerre 1939-1945 : 12 février 1949 |
| Blason de Attigny | Détails | Le statut officiel du blason reste à déterminer. |